# Honda PCX 125

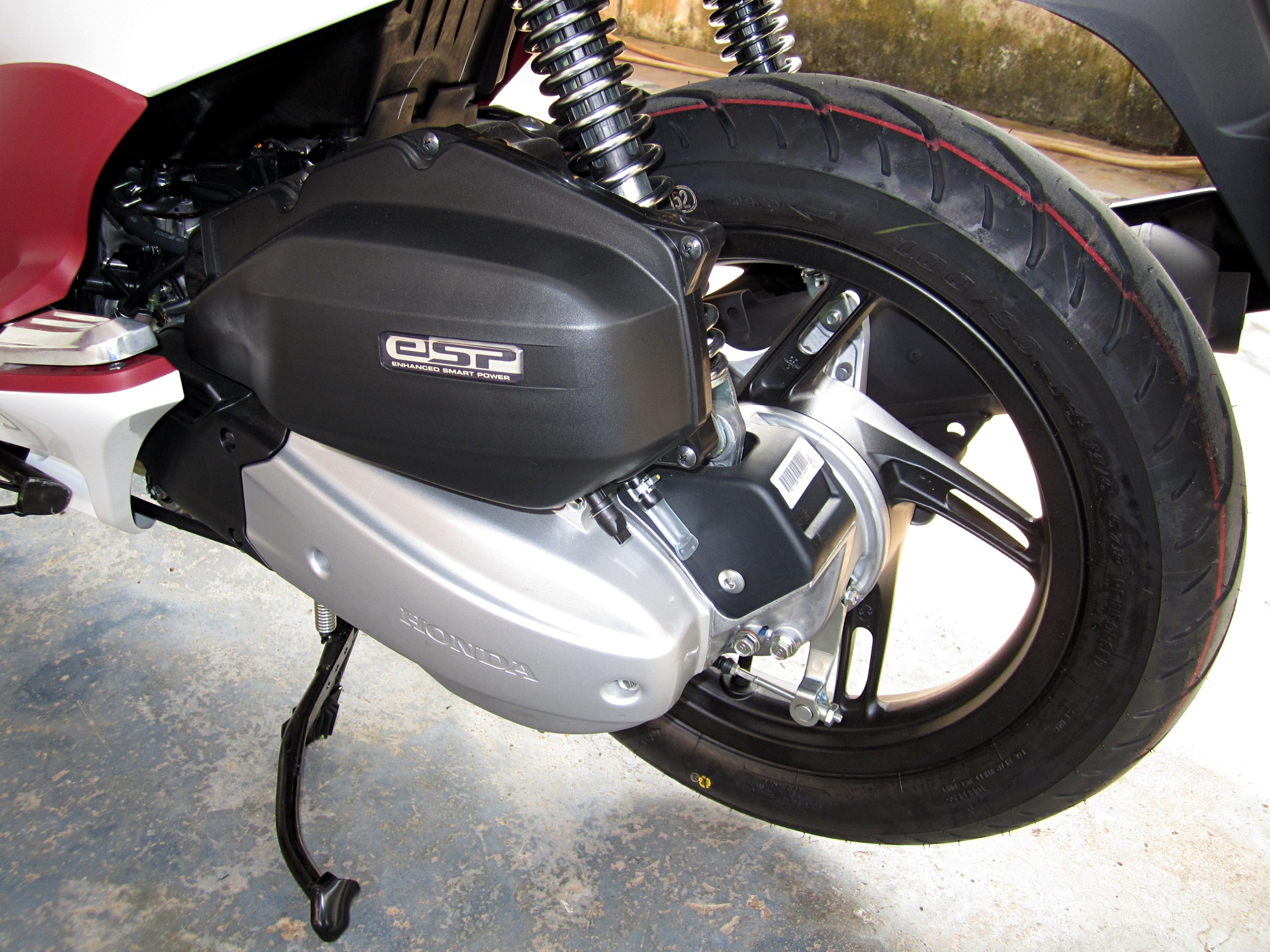
Triebsatzschwinge mit zwei Federbeinen

Der Honda PCX 125 ist ein Motorroller der Honda Motor Co., Ltd. Er wurde am 14. September 2009 vorgestellt und bis Oktober 2012 von Thai Honda Manufacturing gebaut. Seit Oktober 2012 stellt ihn Honda Italia im Werk Atessa her. Die Antriebseinheit wird von Honda Vietnam zugeliefert. 
Seit dem Modelljahr 2010 ist er auch auf dem europäischen Markt erhältlich. Zum Modelljahr 2025 erfüllt der PCX 125 die Abgasnorm Euro 5+

## Technik

### Motor und Getriebe
Der Honda PCX 125 ist ein Leichtroller mit einem flüssigkeitsgekühlten Einzylinder-Viertaktmotor mit einem Hubraum von 125 cm³ (Bohrung 53,5 mm, Hub 55,5 mm) und vier Ventilen. Seit dem Modelljahr 2025 leistet dieser Motor 9,2 kW (12,5 PS) bei 8750/min; Verdichtungsverhältnis 11,5 : 1. Das maximale Drehmoment beträgt 11,8 Nm bei 6500/min. Die Antriebskraft wird über ein stufenloses Automatikgetriebe (ähnlich der Variomatic) und einen Keilriemen an das Hinterrad übertragen. Als Höchstgeschwindigkeit nennt Honda 98 km/h. Als Durchschnittsverbrauch werden 2,1 Liter/100 km genannt.

### Fahrwerk
Das Fahrwerk besteht aus einem Stahlrohr-Doppelschleifenrahmen, Teleskopgabel und Triebsatzschwinge mit zwei Federbeinen zur Aufnahme von Motor, Getriebe, Sekundärantrieb und Hinterradführung. Die Standrohre der Gabel haben einen Durchmesser von 31 mm. Der Federweg vorn beträgt 89 mm, hinten 95 mm. Die Bremsanlage hat vorn eine Bremsscheibe mit 220 mm Durchmesser und einen Zweikolbenbremssattel. Hinten war es zunächst eine Bremstrommel mit 130 mm Durchmesser, seit dem Modelljahr 2025 ist auch hier eine 220-mm-Bremsscheibe eingebaut. Antiblockiersystem ist serienmäßig. Eine Besonderheit ist die Traktionskontrolle zur Verbesserung der Fahrsicherheit bei nasser Fahrbahn.
Im Fußraum zwischen den Tritten befindet sich der 8,1 Liter fassende Tank. Als Stauraum gibt es im vorderen Rahmen ein kleines Fach mit USB-Anschluss. Unter der Sitzbank ist ein Stauraum mit einem Fassungsvermögen von 30,4 Litern, ausreichend für kleinere Helme bzw. Jet-Helme.

### Ausstattung
Zur Ausstattung des Honda PCX gehört ein abschaltbares Start-Stopp-System, das den betriebswarmen Motor nach 3 Sekunden im Leerlauf und Stillstand automatisch abschaltet. Eine Ausnahme ist die US-amerikanische und kanadische Version, die wegen Sicherheitsbedenken stattdessen einen Motorabschalter und eine Parkbremse hat. Um einen übermäßigen Verschleiß des Anlassers zu verhindern, ist der Honda PCX mit einem Starter-Generator (bürstenloser Gleichstrommotor) statt eines herkömmlichen Anlassers ausgestattet. Dadurch ist der Anlassvorgang fast lautlos. Dieselbe Technik wurde 2018 für die Honda Goldwing übernommen. Weitere Honda 125/150-Roller mit Start-Stopp-System (Herstellerbezeichnung Idling-Stop) haben den gleichen Motor (eSP) wie der Honda PCX.

## Technische Daten
| Kenngrößen               | Honda PCX 125 (2025)                                          |                      |
| ------------------------ | ------------------------------------------------------------- | -------------------- |
| Motor                    | Flüssigkeitsgekühlter Einzylinder-Viertaktmotor, vier Ventile |                      |
| Steuerung                | Obenliegende Nockenwelle (SOHC)                               |                      |
| Bohrung × Hub            | 53,5 × 55,5 mm                                                |                      |
| Hubraum                  | 125 cm³                                                       |                      |
| Verdichtung              | 11,5 : 1                                                      |                      |
| Leistung                 | 9,2 kW (12,5 PS) bei 8750/min                                 |                      |
| Einspritzanlage          | PGM-FI                                                        |                      |
| Getriebe                 | Automatik, stufenlos                                          | Automatik, stufenlos |
| Endantrieb               | Keilriemen                                                    |                      |
| Rahmen                   | Stahlrohr-Doppelschleifenrahmen                               |                      |
| Maße (L × B × H)         | 1935 × 740 × 1125 mm                                          |                      |
| Radstand                 | 1315 mm                                                       |                      |
| Sitzhöhe                 | 763 mm                                                        |                      |
| Radaufhängung vorn       | Teleskopgabel                                                 |                      |
| Radaufhängung hinten     | Triebsatzschwinge mit zwei Federbeinen                        |                      |
| Bereifung                | vorn 110/70-14 M/C 50P, hinten 130/70-13 M/C 63P              |                      |
| Bremse vorn und hinten   | Scheibenbremse, Ø 220 mm                                      |                      |
| Leergewicht              | 134 kg                                                        |                      |
| Zulässiges Gesamtgewicht | 310 kg                                                        |                      |
| Tankinhalt               | 8,1 l                                                         |                      |
| Höchstgeschwindigkeit    | 98 km/h                                                       |                      |
| Normverbrauch            | 2,1 l/100 km                                                  |                      |